# Harpactea golovatchi
Harpactea golovatchi este o specie de păianjeni din genul Harpactea, familia Dysderidae, descrisă de Dunin, 1989.
Este endemică în Armenia. Conform Catalogue of Life specia Harpactea golovatchi nu are subspecii cunoscute.